# 9月入学論争
9月入学論争（くがつにゅうがくろんそう）では、2020年の日本における9月入学移行の議論について取り上げる。
日本では1921年から4月入学が定着し、その後、社会全体のライフスタイルに長く組み込まれていった。しかし、2020年に新型コロナウイルス感染症（COVID-19）の感染拡大により全国で休校措置が取られたことをきっかけに、学業の遅れを取り戻すことを目的とした9月入学移行を求める声が上がった。これを受けて、政府が9月入学移行検討の開始を表明したことから、「9月入学」について賛否両論が沸き起こり、社会的な論争に発展した。

## 背景
2020年2月27日、新型コロナウイルス感染症対策本部で当時の安倍晋三内閣総理大臣が、3月2日以降、全国の小学校・中学校、高等学校、特別支援学校の春休みまでの休校を要請する考えを表明。
これを受け、全国の教育機関が一斉に休校措置を取った。
4月7日に緊急事態宣言が発令されると、全国のほとんどの学校は休校期間を延長した。
それに伴い、入学式、始業式などの学校行事が中止もしくは延期され、新型コロナウイルス感染症拡大防止のため、修学旅行、部活動などを自粛する学校もあった。

## 契機
9月入学移行議論の発端は、2020年4月1日に都立日比谷高校3年の男子生徒がTwitterで「学期の始まりを9月にして僕たちの学校生活を守る話」を投稿したことであった。ツイートは大きく拡散され、約10万件もの「いいね！」が付けられ、8割から9割が賛同する旨の意見だった。4月19日、大阪市の公立高校3年の女子生徒2名がネット署名サイト「Change.org」で「Spring Once Again～日本全ての学校の入学時期を4月から9月へ！」を立上げ、署名活動を開始するなどして、9月入学移行への機運が高まった。

## 制度の検討
4月27日に国民民主党は9月入学移行について議論するワーキングチームを結成し会合を開いた。日本維新の会も同日「新型コロナウイルス対策に関する提言」をまとめ安倍首相に提出し、9月入学への移行を要請した。
4月28日に全国17の県知事で作る政策提言グループのWEB会議が行われ、村井嘉浩宮城県知事は新型コロナウイルスの影響で臨時休校が続いている学校について、入学や新学期の開始を9月に延期すべきだとの考えを改めて示し、「9月入学制の導入を含めた抜本的な対策の検討を政府に要請する」とのメッセージをまとめ、29日の全国知事会へ提案した。
4月29日に全国知事会で村井嘉浩宮城県知事、小池百合子東京都知事が「新型コロナウイルスの影響で臨時休校が続いている学校の入学や新学期の開始を9月に延期すべきだ」、「教育システム、社会システムを変えるきっかけにすべきだ」と発言。吉村洋文大阪府知事や黒岩祐治神奈川県知事からも賛同する意見が出た。
4月29日に安倍首相は衆議院予算委員会において、「このくらい大きな変化がある中、前広にさまざまな選択肢を検討していきたい」と述べ、9月入学の検討開始を表明
するとともに、萩生田光一文部科学大臣は「大きな選択肢だ」との前向きな考えを示し大きく動き出した。
5月8日に議員グループの共同代表を務める自民党の稲田朋美幹事長代行は安倍首相と面会し、国際標準に合わせるべきだとして、９月入学への変更を前向きに検討するよう要望した。
5月12日に自民党「秋季入学制度検討ワーキングチーム」の初会合があり、この中で、座長を務める柴山昌彦前文部科学大臣は、「9月入学に国民的な合意が得られるか議論したい。急を要しており、早い段階で方向性を出したい」と述べた。
5月14日に自民党「秋季入学制度検討ワーキングチーム」の会合があり、この中で、9月入学により、小学校の入学が遅れることで春に保育所を卒園する予定のおよそ50万人を受け入れる施設や保育士の確保が必要になることや、学校教育法、子ども・子育て支援法、司法試験法など、およそ30の法改正が必要になることなどが報告された。
5月14日に安倍首相は記者会見で、「9月入学も有力な選択肢の1つであり、前広に検討していきたい」と述べた。
5月15日に文部科学省の担当者が衆議院文部科学委員会において、9月入学により、学習期間を来年8月まで延長した場合、小学生から大学生まで家庭や本人が追加で負担する費用は合わせて3兆9000億円になる試算をまとめたことを明らかにした。
5月18日に自民党「秋季入学制度検討ワーキングチーム」は大学関係者からヒアリングを行った。慶應義塾大学の中室牧子教授は「入学時期を遅らせるよりも、早く学校を再開させ、学習期間を取り戻す公的支援をしていくことが王道ではないか」と述べた。早稲田大学の田中愛治総長は「来年8月までの在籍で、十分な学びができるメリットの一方で、来年3月で卒業し、就職する予定だった学生が収入を得られない状態になるのは大きな反発を招く可能性がある」と指摘した。
5月19日に文部科学省は関係省庁の事務次官らが出席する会議において具体的な課題を検討した。その中で、もし日本で9月入学を来年から始めた場合、新小学1年生をどうやって入学させるかについて2つのパターンを例示した。1つ目は2014年4月2日から2015年9月1日生まれまでを新小学1年生とする案。2つ目は2014年4月2日から2015年5月1日生まれまでを新小学1年生とする案である。後者は1ヶ月ごとに緩やかに移行していくことで、学年ごとの児童数の偏りや教員数不足を最小限にするメリットがあるとされる。
5月20日、9月入学に関連して文部科学省が検討する複数の移行案の1つに、「小学ゼロ年生」を導入し、小学校を6.5年間とする案があることが報道された。
これら9月入学移行に向けた動きに対し、教育関係機関から以下のとおり拙速な議論に反対する声が相次いだ。
5月1日に日本PTA全国協議会は政府内で議論が始まった9月入学制度について、「時間をかけて慎重に検討していただきたい」とする緊急要望書をまとめ、文部科学省に提出した。
5月11日に日本教育学会は9月入学について拙速な決定を避け、慎重な社会的論議を求める声明を発表し、近日中に緊急提言を公表する予定とした。
5月14日に全国連合小学校長会は「9月入学・始業の導入に関わる意見書」を文部科学省に提出し、9月入学の課題や憂慮される事項を具体的にあげ、拙速な変更には課題が多すぎると指摘。収束後に時間をかけて検討するよう求めた。
5月18日に国公私立の大学3団体トップの永田恭介国立大学協会会長（筑波大学学長）、中田晃公立大学協会事務局長（公立大学協会常務理事）、長谷山彰日本私立大学団体連合会会長（慶応義塾長）は9月入学制の導入について、拙速を避けて十分な議論を尽くすよう求めた。
5月22日に日本教育学会は「9月入学よりも、いま本当に必要な取り組みを―より質の高い教育を目指す改革へ―」と題した提言書を文部科学省に提出し、総額で6.5兆円から7兆円もの費用がかかるなどの問題点を指摘した。全国高等学校長協会の萩原聡会長は導入に慎重な考えを示し、教員の人事異動やカリキュラム再編などを挙げ「あまりに課題が多い」と述べた。
5月25日に全日本私立幼稚園連合会と全日本私立幼稚園PTA連合会は自民党「秋季入学制度検討ワーキングチーム」に意見書を提出し、意見陳述を行った。「幼稚園児を置き去りにした拙速な9月入学への移行に断固反対」など、幼児教育・保育の視点から課題を指摘した。
全国市長会は21、22の両日、全国の市区長を対象に実施した緊急調査では、9月入学に「慎重」とした意見が63%、「反対」が18%と合わせて8割に達し、「賛成」は18%にとどまったことを明らかにした。全国町村会も全国47都道府県の町村長への意見照会で、8割の町村長が9月入学に「反対」だったとした。
さらに、保育園の関係者などでつくる日本保育協会の大谷泰夫理事長は「9月入学にした場合、園児が一時的に50万人増加する厚生労働省の試算もある。今でも待機児童の吸収に努力している中で、現場が苦しむことになる。対応しきれるか不安だ」と述べた。
5月26日に9月入学について拙速な導入に反対する署名活動を行っている｢#9月入学本当に今ですか？プロジェクトチーム｣が都内で記者会見を行い、5月19日以降、4123人分の署名を集め、総理大臣宛に提出することを明らかにした。記者会見には日本大学の末冨芳教授や認定NPO法人キッズドアの渡辺由美子理事長ら代表者が出席し、それぞれの視点から9月入学導入の問題点について指摘した。

## 移行の見送り
以下のやりとりがあり、最終的に2020年度、2021年度での9月入学への移行は見送られた。感染拡大により長期の休校となった場合は、2020年度の修学期間を延長する可能性は残っていたが、萩生田光一文部科学大臣は11月27日、『緊急事態宣言が出された場合でも大学入学共通テストは予定どおり実施するとともに、小中高校の全国一斉臨時休校は考えていない』と明言し、実際に緊急事態宣言が発令されたものの、延長することなく2020年度を終えた。
5月22日に自民党の国会議員およそ60人が9月入学の拙速な議論に反対するとして、慎重に検討するよう求める提言をまとめ、執行部に申し入れた。
5月25日に自民党の作業チームは、9月入学について党所属の議員から意見を聴く場を設けた。100名を超える出席者からは、学校現場などが新型コロナウイルス対応で混乱する中、「百害あって二、三利しかない」、「拙速に結論を出すべきではない」との反対論が続出した。
5月26日に公明党の山口那津男代表は記者会見で、9月入学について「学校現場のみならず幅広い影響が予想される。新型コロナウイルスの感染拡大で学ぶ機会が削られたことへの対応とは別に、時間をかけた十分な議論が必要ではないか」と述べた。
5月27日に自民党の作業チームは、9月入学について今年度や来年度の導入は見送るべきだとする提言の骨子案を会合で示し、出席した議員からは、必要な法改正などを考えると早期の導入は難しい意見が相次いだ。
5月29日に自民党の作業チームは、9月入学について幅広い制度改革には国民的な合意が必要だとして、今年度や来年度のような直近の導入は困難だなどとする提言の案を大筋で了承した。
6月1日に公明党の石田祝稔政務調査会長らは安倍首相と面会し、9月入学について提言書を手渡した。「9月入学」についてデメリットが大きく、拙速に検討を進めるべきではないと安倍首相に申し入れ、これに対し、安倍首相は「選択肢の1つだが、拙速に行うことはない」と述べた。
6月2日に柴山昌彦前文部科学大臣ら、9月入学について検討してきた自民党の作業チームのメンバーは安倍首相と面会し、提言書を手渡した。9月入学について、安倍首相は自民党の作業チームのメンバーに対し、「法改正を伴う形での導入は難しい」と述べ、今年度や来年度からの制度の導入を事実上、見送る意向を伝えた。
6月4日に全国知事会は9月入学の検討を継続するよう国に求める提言をまとめた。高校教育のあり方を議論する研究会の設置も決定し、知事会独自の見解をまとめる方針。
6月5日に萩生田光一文部科学大臣は閣議後記者会見で、9月入学について「制度として直ちに導入することは想定していない」と正式に表明した。

## 意義・メリット
9月入学への移行には以下の意義・メリットがあると考えられる。
- 休校措置によって失われた学習機会を取り戻すことができる。特に医学部、歯学部など臨床実習が伴う場合は、感染の恐れがあるため時間をかけて慎重に進める必要がある。
- 進学や就職に有利な資格を取得する時間ができる。たとえば、大学院生では博士号取得遅れによる就職や生活への影響が懸念されている。
- 地域や学校による学習状況のばらつきを改善できる。
- 感染リスクの懸念がある状態で、学校再開を急ぐ必要がなくなる。不登校やいじめ、療養中の生徒が等しく教育を受けることができるオンライン授業の整備や教員のスキルアップの時間ができる。
- 無理な詰め込み教育（長期休み返上や7～8時間授業など）を回避できる。とくに、 日本は台風や水害が多く、学校が避難場所になったり、学校そのものが被災することもあるが、そのようなときに、通常授業に戻すための時間を確保できる。
- 中止予定の学校行事が実施できる可能性がある。
- 部活動の代替試合などを開催する機会が増やせ、スポーツ推薦にも適用できる。
- 夏休みが進級の区切りとなるために、学習の中断がなくなる。進学や就職に伴う引越しなどの準備がゆっくりできる。
- 入試時期がずれることで、インフルエンザの流行や大雪の時期を避けることができる。
- イベントの開催時期をずらすことで、夏の高校野球、インターハイなどで問題視されている熱中症を予防できる。

## 課題・デメリット
9月入学への移行には以下の課題やデメリットがあると考えられる。
- 移行期における児童・生徒・学生数（4月～8月生まれ。約40万人）の増加に対する教職員・教室・施設やそれに必要な財源（総額で6.5兆円から7兆円の試算）の確保。
- 教職員やスクールカウンセラーが年度途中で定年退職や任期切れになり学校運営への支障。
- 入学試験や国家試験実施時期の移行への対応。
- 幼稚園・保育園の卒園・小学校入学時期が7か月早くなる飛び級（幼稚園年長の途中で年長児としての教育を完了しないまま小学校に入学）および学年分断（飛び級により同学年の児童が2年に分断）が発生。家族計画・家計計画への影響。年子で同学年になるおそれ。
- 小学校1年生として17か月分の児童が入学してマンモス学年の発生。発達状況の違いによる教育支障。入学試験・就職激化のおそれ。
- 指導計画の組み直しおよび教科書の見直し。
- 入学時期が5か月遅れることで、義務教育の開始時期が他国よりさらに遅れるとともに、大学入学可能時期もさらに遅れる。
- 企業・自治体の会計年度との相違および採用計画への影響。卒業が5か月遅れて人手不足、移行年度のみ。
- 移行期において1学年分（約50万人）の園児を追加受入れすることで、大量の待機児童が発生するおそれがあり、多数の保育士や保育所の確保が必要。
- 移行期において1学年分（約20万人）の放課後児童クラブ参加者増加のおそれ。
- 就学時期変更による少なくとも33本の法律改正や、自治体での条例変更およびシステム変更が必要。
- 入学式や卒業式が夏になり、「春は出会いと別れの季節」など感覚の喪失や、台風などによる中止のおそれがある。
- 日本独自の伝統的な季節感（四季：春夏秋冬）にズレが生じ、幼児への情操教育への支障をきたすおそれがある。
- 文化・スポーツイベントの開催時期の変更。
- 入学試験が5〜7月、卒業式が7月となり、梅雨の大雨や台風の影響を受けるおそれがある。
- 農業・畜産系の学校における一連のカリキュラム（米の種まきの時期や畜産の出産時期などが春で、収穫が秋）への影響。
- 家庭での追加負担（大学までで3兆9000億円と想定）の発生。
- 留学時における5か月間の語学研修や準備のための期間が失われる影響。
- 既に在学している者に適用すると、法の不遡及に反する。在学年限を超えるため、高校は授業料無償化の対象外となり、義務教育では就学援助が受けられなくなるおそれがある。
- 9月入学に変更したとしても、感染拡大があれば、さらに先延ばすおそれがある。

## 分析
4月28日の全国17の県知事で作る政策提言グループのWEB会議において、「新型コロナウイルスの影響で臨時休校が続いている学校の入学や新学期の開始を9月に延期する9月入学制の導入を含めた抜本的な対策の検討を政府に要請する」提案を翌日の全国知事会に行うことが報じらた。
全国知事会では9月入学について前向きな意見が相次いだことから、9月入学移行の是非に対する社会的な関心がますます高まった。Twitterの分析結果では、賛成・反対意見とも、4月28日までは1日10件以下であったものが、知事の発言が報じられた直後の数日間、それぞれ300件前後となり、その後はそれぞれ数十から100件前後と、その件数に大きな差は見られないことから、Twitterで活動していた賛成者・反対者はほぼ同数程度であったことが窺える。
『＃9月入学賛成』と『＃9月入学反対』のタグ付きツイート数は、『＃9月入学反対』は『＃9月入学賛成』に対し平均して数倍で、反対者は1日に何度も反対ツイートを投稿した。
反対者は、4月 - 8月生まれの年中児が年長を越えて小学1年生となる「飛び級」、同級生であった未就学児が誕生日の違いで先輩後輩になる「学年分断」、学年人数が1.4倍となり入試や就職面の不利益、などを主張した。「#9月入学本当に今ですか？プロジェクトチーム」と連携し、断続的にTwitterデモ活動として5月20日と21日に1万件を超える反対ツイートが発信され、5月26日に2万件を超える反対ツイートでトレンド入りした。
Twitterで情報を共有し、連携を深め合い、地元の政治家や政党、文部科学省などへの電話・ファックス・メールなどによる我が子を守るための執拗な抗議行動へと発展し、自民党の国会議員およそ60人による執行部への拙速な議論に反対し慎重な検討を求める5月22日の提言申入れにつながった。提言をまとめた小林史明議員（自民党青年局長）は「国民は不安に思っている」と訴え、とくに、未就学児の保護者から「9月入学になった場合、小学校に入学するまでの間、保育園が預かってくれるか不安だ」、「移行期には1学年の児童・生徒の数が1.4倍になるとも聞く。将来の受験や就職などで不利にならないか心配だ」など、9月入学に反対する抗議の電話やメールが議員に多く寄せられた」と語った。
さらに、5月25日に自民党の作業チームが自民党議員から意見を聴く場を設けたところ、100名を超える出席議員から「百害あって二、三利しかない」、「拙速に結論を出すべきではない」との反対論が続出した。
作業チームの座長を務めた柴山昌彦前文部科学大臣は「初めて一般議員が参加できるようにしたところ、9割が反対でした。なかには『9月入学の議論をするな。教育現場、学校や自治体が混乱するから』という議員さえ複数いました。役員会は9月入学自体には前向きな空気でしたから、ここまで党内議論に幅がある会議は、私には経験がないくらいですね。休校が長引いている間、皆さんはまだ9月入学の諸問題を知らず、小池東京都知事、吉村大阪府知事、橋下元大阪府知事らが、『9月入学が1つの解決策だ』とおっしゃると、『あ、それいいよね』と考えたと思うのです。しかし各報道が問題点を取り上げてから、世論は相当変わったと思います。とくに未就学児の保護者が子どもに不利益になると心配して、私にもメールやファックスなどをたくさんいただきました」と振返るとともに、事務局長を務める村井英樹議員も「私にもファックスやメールが来ましたが、実は我が家も5歳、2歳、9カ月の3人の息子がいて、共感できる点が多々ありました。またパパ友や同年代の仲間からも批判的な声が寄せられましたね」と語った。
未就学児の保護者を中心とした反対活動は、9月入学移行への大きな流れを食い止め、政府が直近の9月入学への移行断念を正式に発表する6月初旬まで約1か月間にわたり続けられた。
9月入学への移行は社会への影響が非常に大きいことから、たびたびテレビのワイドショーでも取り上げられ、賛成派・反対派のコメンテーターがそれぞれの立場で意見を闘わせるなど、賛否両論が渦巻いた。
9月入学にかかわるニュースが報道されるたび、Yahoo!ニュースで多くのコメントが投稿されたが、ここでは未就学児の保護者によるものと思われる反対意見が大半を占めた。

## 賛成・反対意見表明者
賛成意見または反対意見を表明した政党、政治家、地方公共団体首長、地方公共団体連合組織、教育関係団体、経済団体、学者・教育者、コメンテーターは以下のとおり。

### 賛成意見を表明
- 政党

日本維新の会
- 政治家

稲田朋美・佐藤ゆかり・永岡桂子・森まさこ・太田房江・高橋ひなこ・尾身朝子（自民党）、
下村博文（自民党）、
河村建夫（自民党）、
猪口邦子（自民党）、
上野通子（自民党）、
足立康史（日本維新の会）
- 地方公共団体首長

村井嘉浩宮城県知事、
小池百合子東京都知事、
黒岩祐治神奈川県知事、
吉村洋文大阪府知事、
西脇隆俊京都府知事、
山本一太群馬県知事、
伊原木隆太岡山県知事、
湯崎英彦広島県知事、
平井伸治鳥取県知事、
村岡嗣政山口県知事、
松井一郎大阪市長、
河村たかし名古屋市長、
小浮正典豊明市長、
高島宗一郎福岡市長、
本村賢太郎相模原市長
- 地方公共団体連合組織

全国知事会
- 経済団体

日本経済団体連合会
- 学者・教育者

濱田純一（法学者・東京大学名誉教授）、
柳沢幸雄（化学者・元開成中学校・高等学校校長）、
内田良（教育社会学者・名古屋大学准教授）、
岡田隆(体育学者・日本体育大学体育学部准教授)、
浅井正行（明星大学人文学部福祉実践学科准教授）、
石田勝紀（教育評論家・都留文科大学特任教授）
- コメンテーター

尾木直樹、
橋下徹、
東国原英夫、
小倉智昭、
恵俊彰、
立川志らく、
八代英輝、
古市憲寿、
玉川徹、
デヴィ夫人、
ブラックマヨネーズ吉田敬・牛窪恵・中野信子・和田由貴、
千秋、
鈴木紗理奈、
高須克弥

### 反対意見を表明
- 政党

自由民主党、
公明党、
立憲民主党、
国民民主党、
日本共産党
- 政治家

小林史明・青山繁晴・赤池誠章・朝日健太郎・畦元将吾・足立敏之・安藤裕・井出庸生・井野俊郎・井林辰憲・岩本剛人・うえの賢一郎・大串正樹・大塚高司・大西宏幸・大野敬太郎・岡下昌平・小川克巳・小倉將信・小野田紀美・勝俣孝明・金子俊平・城内実・黄川田仁志・高村正大・國場幸之助・小林鷹之・小鑓隆史・笹川博義・佐藤明男・左藤章・佐藤啓・繁本護・進藤金日子・杉田水脈・鈴木馨祐・鈴木貴子・鈴木憲和・鈴木隼人・関芳弘・高木啓・武井俊輔・武部新・田中英之・田野瀬太道・田畑裕明・辻清人・中曽根康隆・中西哲・丹羽秀樹・深澤陽一・藤丸敏・穂坂泰・細田健一・本田太郎・牧島かれん・三木亨・宮内秀樹・元榮太一郎・山際大志郎・山田賢司・吉川赳（自民党）、
船田元（自民党）、
片山さつき（自民党）
- 地方公共団体首長

達増拓也岩手県知事、
中村時広愛媛県知事、
丸山達也島根県知事、
広瀬勝貞大分県知事、
佐竹敬久秋田県知事、
福田富一栃木県知事、
荒井正吾奈良県知事、
井戸敏三兵庫県知事、
三村申吾青森県知事、
熊谷俊人千葉市長、
林文子横浜市長
- 地方公共団体連合組織

全国市長会、
全国町村会
- 教育関係団体

日本教育学会、
日本保育協会、
全日本私立幼稚園連合会、
全国連合小学校長会、
全国高等学校長協会、
国立大学協会・公立大学協会・日本私立大学団体連合会、
日本PTA全国協議会、
全日本私立幼稚園PTA連合会
- 学者・教育者

末冨芳（日本大学教授）・渡辺由美子（認定NPO法人キッズドア理事長）・石川一郎（聖ドミニコ学園カリキュラムマネージャー）・石川晋（認定NPO法人授業づくりネットワーク理事長）・伊藤羊一（ソフトバンクアカデミア学長）・今井紀明（認定NPO法人D×P理事長）・今村久美（認定NPO法人カタリバ代表理事）・浦崎太郎（大正大学教授）・おおたとしまさ（教育ジャーナリスト）・陰山英男（一般財団法人基礎力財団理事長）・工藤勇一（横浜創英中学校・高等学校校長）・久保一之（認定NPO法人東京コミュニティスクール 創設者理事長）・駒崎弘樹（認定NPO法人フローレンス代表理事）・島津智之（認定NPO法人NEXTEP理事長）・下町壽男（盛岡中央高等学校附属中学校副校長）・白井智子（認定NPO法人新公益連盟代表理事）・神野元基（株式会社COMPAS founder）・新保元康（認定NPO法人ほっかいどう学推進フォーラム理事長）・炭谷俊樹（神戸情報大学院大学学長）・妹尾昌俊（教育研究家）・田口真奈（京都大学高等教育研究開発推進センター准教授）・武田緑（教育ファシリテーター）・谷和樹（玉川大学教職大学院教授・TOSS代表代行）・谷口史子（光華小学校・京都光華中学校校長）・玉置崇（岐阜聖徳学園大学教授）・利根川裕太（認定NPO法人みんなのコード代表理事）・苫野一徳（熊本大学准教授）・中島早苗（認定NPO法人フリー・ザ・チルドレン・ジャパン代表）・中原淳（立教大学経営学部教授）・浜田敬子（ジャーナリスト）・藤沢烈（一般社団法人RCF代表理事）・堀潤（ジャーナリスト）・真下峯子（昭和女子大学附属昭和中学校・高等学校校長）・松田悠介（Crimson Global Academy 日本法人代表取締役）・松本学（認定NPO法人ブレーンヒューマニティー理事長）・村上正行（大阪大学全学教育推進機構教育学習支援部教授）・ 室橋祐貴（日本若者協議会代表理事）・望月俊男（専修大学ネットワーク情報学部准教授）・八重樫文（立命館大学経営学部教授）・山口悦司（神戸大学大学院人間発達環境学研究科准教授）・ 吉田雄人（認定NPO法人なんとかなる共同代表前横須賀市長）・吉野明（大妻多摩中学校・高等学校 アドバイザー）・四柳千夏子（一般社団法人みたかＳＣサポートネット代表理事）・若林直子（PRアドバイザー）・渡辺一馬（一般社団法人ワカツク代表理事）・阿古智子（東京大学総合文化研究科教授）・池田考司（大学教員）・岡田敏之（同志社大学教職課程指導相談室アドバイザー）・佐久間亜紀（慶應義塾大学教授）・出口寿久（北海道科学大学教授）・松本智春（川崎市立高津高等学校定時制教諭）・森万喜子（中学校長）・山内祐平（東京大学大学院情報学環教授）・江口彰（認定NPO法人いきたす代表理事）・大森昭生（共愛学園前橋国際大学学長）・鹿島美織（こども防災協会代表）・白川寧々（ねねみそ国外逃亡塾 Co-Founder）・菅間正道（自由の森学園高等学校教頭）・瀬戸昌宣（認定NPO法人SOMA代表理事）・高取しづか（認定NPO法人JAMネットワーク代表・作家）・竹村詠美（一般社団法人FutureEdu代表）・ 澤田稔（上智大学教員）・芳賀永（北海道大学理学部教授）・山田洋一（教育研修サークル北の教育文化フェスティバル代表）・横藤雅人（北海道教育大学学校臨床教授）・奈須正裕（上智大学教授）・白河桃子（相模女子大学特任教授・ジャーナリスト）・岩瀬直樹（学校法人軽井沢風越学園校長・園長）・工藤左千夫（認定NPO法人絵本・児童文学研究センター理事長）・篠原岳司（北海道大学大学院教育学研究院准教授）・渡辺克己（ナレーター・俳優・表現教育者）・阿部彩（東京都立大学教授・子ども・若者貧困研究センター長）、
大前研一（ビジネス・ブレークスルー大学学長））
- コメンテーター

前川喜平、
金子恵美、
カンニング竹山、
ブラックマヨネーズ小杉竜一・植木理恵・武田邦彦・門倉貴史・池田清彦、
室井佑月、
木村太郎、
豊田真由子、
水谷修、
岸田雪子、
松浪健四郎

## 世論調査
- 2020年4月29日に日刊スポーツ新聞社がネットで「9月入学制についてどう思いますか」と緊急アンケートを実施したところ、反対が約55％で、賛成の約41％を上回った[128]。
- 2020年5月1日に中国新聞社が無料通信アプリ「LINE」を通じて行った世論調査では、賛成が58%、どちらでもないが23%、反対が19%となった[129]。
- 2020年5月6日に社会調査研究センターが実施した世論調査では、賛成45%、反対が30%と賛成が反対を上回った[130]。
- 2020年5月7日～11日に神戸新聞社が実施した双方向型報道「スクープラボ」のアンケート結果では、過半数の約56％が賛成と回答した[131]。
- 2020年5月8日から3日間、読売新聞社が実施した世論調査では、賛成が54％、反対が34％であった[132]。
- 2020年5月8日から3日間、日本経済新聞が実施した世論調査では、賛成が56％、反対が32％であった。18〜39歳は賛成が66%、反対が28%と若者ほど賛成を示す傾向が強く、現内閣の支持層と不支持層による差はなかった。[133]。
- 2020年5月12日に日本若者協議会が実施したアンケートでは、小中学生が賛成18.6％、反対78.6％。高校生が賛成41.1％、反対39％。大学生・大学院生が賛成35％、反対53.5％だった[134]。
- 2020年5月15日から3日間、NHKが実施した世論調査では、賛成が41％、反対が37％であった[135]。
- 2020年5月16日と17日にテレビ朝日が実施した世論調査では、賛成が46％、反対が38％であった[136]。
- 2020年5月21日から時事通信社が実施した世論調査では、賛成が46.1％、反対が50.3％と割れた[137]。
- 2020年5月23日に社会調査研究センターが実施した世論調査では、賛成が45％から38％に減少し、反対が30％から36％に増加したため、賛否の比率が拮抗する結果になった。ただ、年齢別にみると、賛成の割合は前回同様に若年層で高く、18歳から29歳で48％、30代で50％を占め、40代以上はすべて3割台にとどまった[138]。
- 2020年5月27日から3日間、株式会社PR TIMESが行った、臨時休校対象の子どもがいる主婦1,000人を対象に調査を実施。賛成が50.4%、反対が31.2%であった。[139]
- 2020年6月6日、7日にTBSが実施した世論調査では、「政府が検討していた学校の9月入学について今年度と来年度の導入を見送りましたが、あなたはこれを評価しますか？評価しませんか？」の問いかけに対し、「評価する」が56%、「評価しない」が34%となった[140]。
- 2020年6月10日、11日に、高校生新聞編集部の読者で、大学受験を考えている高校3年生を対象に調査を実施。賛成が33％に対し、反対は48％となる。[141]